# .wales
.wales est l'un des deux domaines de premier niveau génériques pour les sites en rapport avec le pays de Galles (l'autre étant de .cymru). Les deux domaines ont été proposés en 2012 par Nominet UK, le registre du domaine de premier niveau national du Royaume-Uni, .uk. L'approbation finale pour les deux domaines a été accordée par l'ICANN en juin 2014.
Un lancement progressif des nouveaux domaines a été effectué. Les titulaires de marques ont eu la priorité pour les noms de domaines correspondant à leurs marques. Le domaine a été ouvert à tous au printemps 2015. Les premiers utilisateurs à adopter les domaines .wales incluaient le gouvernement gallois et chœur de voix d'hommes Only Men Aloud! (en).